# (16420) 1987 UN1
A (16420) 1987 UN1 a Naprendszer kisbolygóövében található aszteroida. Ueda Szeidzsi és Kaneda Hirosi fedezte fel 1987. október 28-án.